# Цветана Гатева-Симеонова
Цветана Гатева-Симеонова е българска художничка.

## Биография
Родена е на 29 юни 1894 година в Пловдив. През 1920 година завършва Художествената академия в класовете на Иван Мърквичка и Цено Тодоров. През 1911 година се снима във филма „Цвета“. излага творбите си в самостоятелни изложби в София и провинцията. Цветана Гатева-Симеонова взима участие и в общите художествени изложби на Съюза на дружествата на художниците в България, както и тези на Дружеството на жените художнички.
Работи в областта на пейзажа и натюрморта, но е авторка и на портрети.